# Haminu Draman
Haminu Draman, född 1 april 1986 i Accra, är en ghanansk före detta fotbollsspelare.

## Karriär

### Klubblag
Draman startade sin karriär i Heart of Lions innan han köptes av Röda Stjärnan 2005. Där var han med och vann både ligan och serbiska cupen. Dock spelade han bara fyra matcher i ligaspelet. Han skrev på för turkiska Gençlerbirliği till nästkommande säsong. Där gjorde han två mål på 31 matcher i ligan.
19 juni 2007 skrev Draman på för ryska Lokomotiv Moskva som värvade honom för 3 miljoner euro. Det ledde i sin tur till att Gençlerbirliğis nya tränare Ersun Yanal sa upp sig, efter endast en vecka i klubben. I Lokomotiv Moskva fick Draman dåligt med speltid och lånades ut till Kuban Krasnodar 18 februari 2009. Han lämnade sedan Lokomotiv Moskva i juli 2011 efter att endast spelat åtta matcher under fyra säsonger.
Ny klubb för Draman blev franska Arles-Avignon, som han skrev på ett 1-årskontrakt med. Där blev det 30 matcher och två mål innan han värvades av Gil Vicente i juli 2013.

### Landslag
Haminu Draman gjorde debut för Ghanas landslag 14 november 2005 i en träningsmatch mot Saudiarabien. Han blev uttagen i Ghanas trupp till VM 2006, där han gjorde ett mål i den sista gruppspelsmatchen mot USA.
Draman var även med och vann brons i Afrikanska mästerskapet 2008, samt silver i samma turnering 2010.

## Meriter
Röda Stjärnan
- Serbiska ligan: 2006
- Serbiska cupen: 2006

Lokomotiv Moskva
- Ryska cupen: 2007

Ghana
- Afrikanska mästerskapet i fotboll
  - Silver: 2010
  - Brons: 2008